# Jastrzębiec przewiertniowaty
Jastrzębiec przewiertniowaty (Hieracium bupleuroides C. C. Gmel.) – gatunek rośliny z rodziny astrowatych. W Polsce gatunek rzadki; rośnie tylko w Tatrach i Pieninach.

## Morfologia
ŁodygaRozgałęziona u góry, do 40 cm wysokości.
LiścieSkórkowate, pokryte woskiem, nagie. Liście różyczkowe wąskolancetowate. 5–10 liści łodygowych równowąskolancetowatych, siedzących.
KwiatyZebrane w 1–5 koszyczków długości 12–15 mm, z włoskami gwiazdkowatymi i prostymi. Okrywa kulista lub jajowata. Łuski okrywy koszyczka ustawione dachówkowato w wielu szeregach. Puch kielichowy dwurzędowy, złożony z nierównych włosków.
OwocNiełupka pokryta na szczycie włoskami gwiazdkowatymi, pozbawiona ząbków, ucięta, z pierścieniowatym wałeczkiem.

## Biologia i ekologia
Bylina, hemikryptofit. Rośnie na skałach wapiennych. Kwitnie w lipcu i sierpniu. Gatunek charakterystyczny zespołu Carici sempervirentis-Festucetum tatrae.

## Zmienność
Gatunek zróżnicowany na kilkanaście podgatunków:
- Hieracium bupleuroides subsp. arcuatum Nägeli & Peter
- Hieracium bupleuroides subsp. breviflorum (Nägeli & Peter) Zahn
- Hieracium bupleuroides subsp. bupleuroides
- Hieracium bupleuroides subsp. bupleuroidiforme (Murr & Zahn) Zahn
- Hieracium bupleuroides subsp. calathodes Nägeli & Peter
- Hieracium bupleuroides subsp. comophyllum Nägeli & Peter
- Hieracium bupleuroides subsp. crinifolium Nägeli & Peter
- Hieracium bupleuroides subsp. dolense Nägeli & Peter
- Hieracium bupleuroides subsp. gamperdonense Murr & Zahn
- Hieracium bupleuroides subsp. glaberrimum (Spreng.) Fr.
- Hieracium bupleuroides subsp. inulifolium (Prantl) Nägeli & Peter
- Hieracium bupleuroides subsp. mnoolepium Nägeli & Peter
- Hieracium bupleuroides subsp. pantotrichum Nägeli & Peter
- Hieracium bupleuroides subsp. phyllobracteum Nägeli & Peter
- Hieracium bupleuroides subsp. pseudoschenkii Rohlena & Zahn
- Hieracium bupleuroides subsp. scabriceps Nägeli & Peter
- Hieracium bupleuroides subsp. schenkii (Griseb.) Nägeli & Peter

## Ochrona
Roślina umieszczona na Czerwonej liście roślin i grzybów Polski (2006) w grupie roślin rzadkich (kategoria zagrożenia: R).